# Lorryia maga
Lorryia maga är en spindeldjursart som först beskrevs av Kuznetzov 1973.  Lorryia maga ingår i släktet Lorryia, och familjen Tydeidae. Arten är reproducerande i Sverige.